# Pogleț
Pogleț – wieś w Rumunii, w okręgu Bacău, w gminie Corbasca. W 2011 roku liczyła 62 mieszkańców.